# Japan Gigabit Network
Japan Gigabit Network（ジャパンギガビットネットワーク、通称JGN）は、情報通信研究機構（NICT）が主体となって運用する、研究・教育用コンピュータネットワーク。2024年現在は第5世代のJGN（ジェージーエヌ）が運用中。

## 概要
元々は1999年に、通信・放送機構(TAO)が、「次世代高機能ネットワーク基盤技術・利活用技術の研究開発」のためのネットワークとして運用を開始した。類似したコンセプトのネットワークであるInternet2などと比べると、当初より産学協同のネットワークとして構築されているのが特徴で、大学等の研究機関だけでなく、通信事業者やテレビ局などによる映像配信実験など幅広く利用されている。

## 沿革
- 1999年4月1日 JGN運用開始。伝送容量は最大2.4Gbps
- 2002年4月1日 IPv6サービス本格運用開始
- 2004年4月1日 JGN2運用開始。伝送容量は最大20Gbps
- 2004年8月1日 対米回線運用開始
- 2005年11月7日 対アジア（タイ・シンガポール）回線運用開始
- 2008年4月1日 JGN2plus運用開始
- 2008年4月4日 韓国回線の運用開始
- 2011年4月1日 JGN-X運用開始
- 2016年7月1日 JGN運用開始
- 2017年11月1日 東京-香港-シンガポール間の国際回線(100Gbps)運用開始